# Curaçaose zweepslang
De Curaçaose zweepslang (Erythrolamprus triscalis) is een slang uit de familie van de toornslangachtigen (Colubridae) en de onderfamilie Dipsadinae.

## Naam en indeling
De wetenschappelijke naam van de soort werd gepubliceerd door Carl Linnaeus in 1758 in Systema naturae. Oorspronkelijk werd de wetenschappelijke naam Coluber triscalis gebruikt. De slang werd later aan andere geslachten toegekend, zoals Dromicus, Leimadophis en Liophis. In het Papiaments staat de slang bekend als Kolebra di Kòrsou.

## Uiterlijke kenmerken
De kleur is bruin, op de bovenzijde en flanken zijn afwisselende dunne en dikke lichtere tot witte vlekkerige strepen aanwezig, ook de buikzijde is lichter tot wit. Het lichaam is dun, de lengte bedraagt iets meer dan een meter. De kop is goed te onderscheiden van het lichaam, de pupillen zijn rond.

## Levenswijze
De Curaçaose zweepslang is een dagactieve soort die voornamelijk jaagt op kikkers en hagedissen. Kleinere prooidieren worden levend doorgeslikt, grotere prooien worden eerst gewurgd.

## Verspreiding en habitat
De slang is endemisch op het eiland Curaçao. De habitat bestaat uit droge tropische en subtropische bossen en droge tropische subtropische scrublands. Door de internationale natuurbeschermingsorganisatie IUCN is de beschermingsstatus 'bedreigd' toegewezen (Endangered of EN).